# Domenico Cecchi
Domenico Cecchi, detto Il Cortona (Cortona, 1650 – Cortona, 1717), è stato un sopranista italiano.

## Biografia
Domenico Cecchi iniziò la sua brillante carriera nel 1673 presso il Teatro Formagliari di Bologna, nell'opera Nino, di cui non è noto l'autore (forse potrebbe essere l'opera La Semiramide, di Antonio Cesti, che in seguito ad  alcune revisioni si chiamerà Le risembianze di Semiramide e Nino). La sua rapida ascesa mise in ombra i suoi colleghi.
Il favore che si seppe conquistare presso la corte austriaca fu tale che divenne un ospite fisso delle cerimonie ufficiali e dei momenti più informali della famiglia imperiale, tra cui il soggiorno a Roma nello stesso anno del suo debutto.
Sue affermazioni si registrano dal 1685 in poi a Modena (con un oratorio di Petri), Venezia, Milano, ma anche all'estero, a Monaco nel 1688.
Prese parte ad alcune prime assolute, tra cui Il trionfo di Camilla, regina de' Volsci di Giovanni Bononcini (Teatro San Bartolomeo di Napoli, il 27 dicembre 1696), Flavio Anicio Olibrio o Il Ricimero di Francesco Gasparini (Teatro San Cassiano di Venezia, il 26 dicembre 1706) e l'opera Pimpinone di Tommaso Albinoni (Teatro San Cassiano di Venezia, il 26 novembre 1708).
L'Algarotti, nel suo libro Saggio sopra l'opera in musica del 1755 decanta le notevoli doti vocali del Cortona, suo apprezzatissimo contemporaneo.
La fama del Cortona fu anche legata alla sua propensione a ottenere compensi elevatissimi, ricevuti per lungo periodo, dai migliori mecenati del suo tempo.